# Venezuela en los Juegos Olímpicos de Río de Janeiro 2016
La participación de Venezuela en los Juegos Olímpicos de Río de Janeiro 2016 fue su decimoctava actuación olímpica.
El abanderado de la ceremonia de apertura fue el esgrimista Rubén Limardo. La ciclista y medallista de bronce Stefany Hernández cumplió igual rol en la ceremonia de clausura.

## Atletas
La siguiente tabla muestra el número de atletas en cada disciplina:
| Deporte       | Hombres | Mujeres | Total |
| ------------- | ------- | ------- | ----- |
| Atletismo     | 9       | 6       | 15    |
| Baloncesto    | 12      | 0       | 12    |
| Boxeo         | 8       | 0       | 8     |
| Ciclismo      | 6       | 3       | 9     |
| Equitación    | 2       | 0       | 2     |
| Esgrima       | 4       | 2       | 6     |
| Gimnasia      | 0       | 1       | 1     |
| Golf          | 1       | 0       | 1     |
| Halterofilia  | 1       | 3       | 4     |
| Judo          | 0       | 1       | 1     |
| Lucha         | 6       | 3       | 9     |
| Natación      | 4       | 2       | 6     |
| Remo          | 1       | 0       | 1     |
| Saltos        | 2       | 0       | 2     |
| Taekwondo     | 1       | 0       | 1     |
| Tenis de mesa | 0       | 1       | 1     |
| Tiro          | 1       | 0       | 1     |
| Tiro con arco | 1       | 1       | 2     |
| Vela          | 2       | 0       | 2     |
| Voleibol      | 0       | 2       | 2     |
| Total         | 61      | 25      | 86    |

## Medallistas
| Medalla           | Atleta            | Deporte   | Evento                      | Fecha        |
| ----------------- | ----------------- | --------- | --------------------------- | ------------ |
| Medalla de plata  | Yulimar Rojas     | Atletismo | Triple salto femenino       | 14 de agosto |
| Medalla de plata  | Yoel Finol        | Boxeo     | Peso mosca masculino (52kg) | 19 de agosto |
| Medalla de bronce | Stefany Hernandez | Ciclismo  | BMX femenino                | 19 de agosto |

## Diplomas olímpicos
| Puesto           | Nombre                                                        | Deporte            | Evento                          |
| ---------------- | ------------------------------------------------------------- | ------------------ | ------------------------------- |
| 5                | Pedro Ceballos                                                | Lucha Estilo Libre | -86 kg Masculino                |
| 5                | Edgar Contreras                                               | Taekwondo          | -68 kg Masculino                |
| 5                | [[Betzabeth Argüev o]]                                        | Lucha Estilo Libre | -53 kg femenino                 |
| 6                | Jessica López                                                 | Gimnasia artística | Barras asimétricas              |
| 7                | Jessica López                                                 | Gimnasia artística | All Around femenino             |
| 7                | Yaniuska Espinosa                                             | Halterofilia       | Mujeres +75 kg                  |
| 8                | César Marcano Hersony Canelón Ángel Pulgar                    | Ciclismo           | Velocidad por equipos masculino |
| Cuartos de final | Gabriel Maestre                                               | Boxeo              | Peso wélter masculino           |
| 8                | Silvio Fernández Francisco Limardo Rubén Limardo Kelvin Cañas | Esgrima            | Espada por equipos masculino    |

## Nuevos Registro Nacionales
Carlos Claverie (Natación) estableció registro nacional en 200 m estilo pecho (2:10.35).
Cristian Quintero (Natación) estableció registro nacional en 200 metros libre  (1:47.02).
Yaniuska Espinosa (Levantamiento de pesas +75 kg) estableció tres registros nacionales (212 kg en arranque, 152 kg en envión, y 273 kg en total).

## Deportistas clasificados

### Atletismo

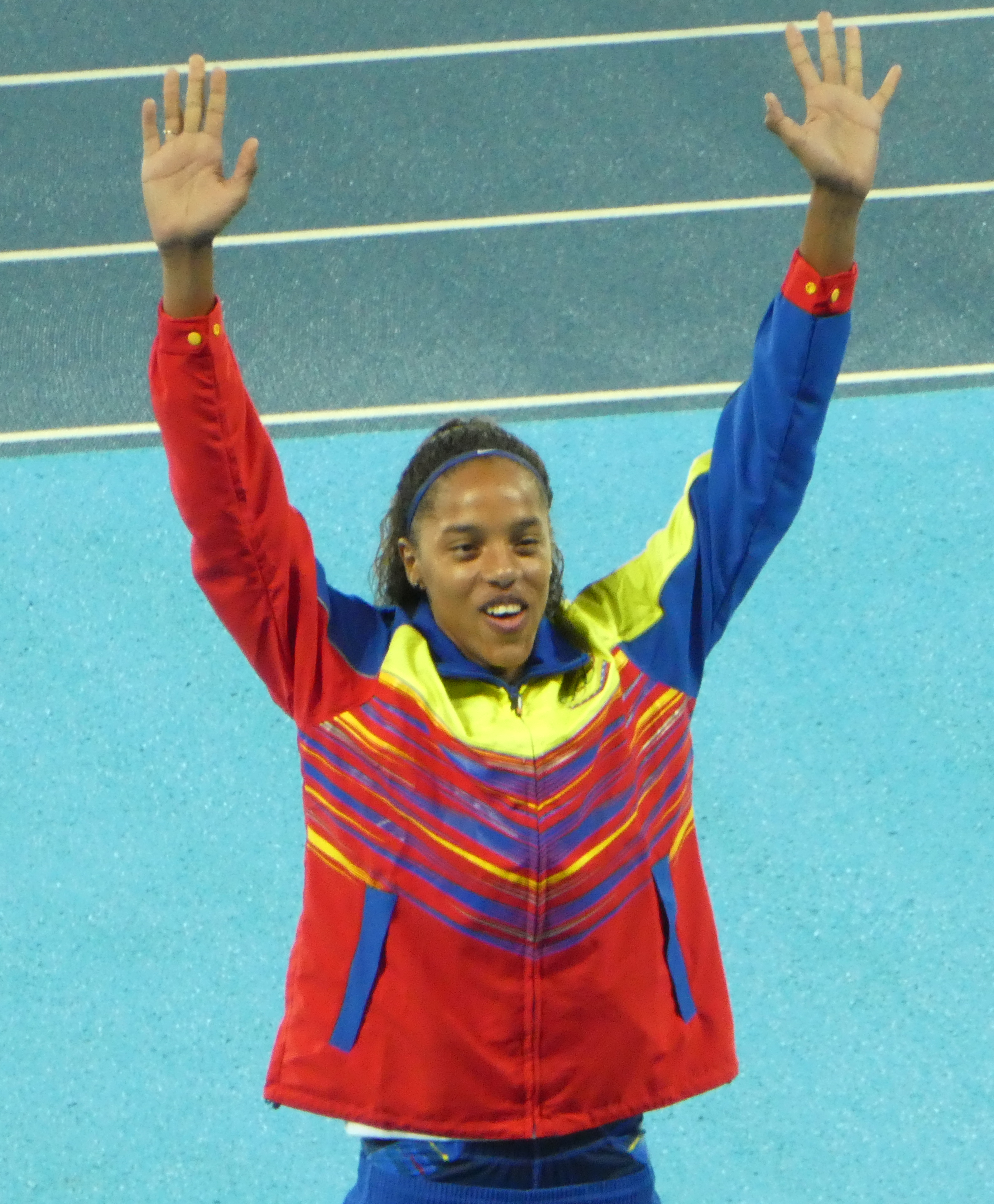
Yulimar Rojas.

Masculino
| Atletas          | Evento            | Eliminatoria | Eliminatoria | Cuarto de final | Cuarto de final | Semifinal | Semifinal | Final     | Final     |
| ---------------- | ----------------- | ------------ | ------------ | --------------- | --------------- | --------- | --------- | --------- | --------- |
| Atletas          | Evento            | Tiempo       | Lugar        | Tiempo          | Lugar           | Tiempo    | Lugar     | Tiempo    | Lugar     |
| Albert Bravo     | 400 m             | 46.35        | 35           | No avanzó       | No avanzó       | No avanzó | No avanzó | No avanzó | No avanzó |
| Richard Vargas   | 20 km marcha      | N/A          | N/A          | N/A             | N/A             | N/A       | N/A       | 1:22:23   | 24        |
| Yerenman Salazar | 50 km marcha      | N/A          | N/A          | N/A             | N/A             | N/A       | N/A       | DNF       | -         |
| José Peña        | 3000 m obstáculos | 8:32.38      | 9            | N/A             | N/A             | No avanzó | No avanzó | No avanzó | No avanzó |
| Arturo Ramírez   | 4 × 400 m         | 3:02.69      | 12           | N/A             | N/A             | N/A       | N/A       | No avanzó | No avanzó |
| Freddy Mezones   | 4 × 400 m         | 3:02.69      | 12           | N/A             | N/A             | N/A       | N/A       | No avanzó | No avanzó |
| José Meléndez    | 4 × 400 m         | 3:02.69      | 12           | N/A             | N/A             | N/A       | N/A       | No avanzó | No avanzó |
| Omar Longart     | 4 × 400 m         | 3:02.69      | 12           | N/A             | N/A             | N/A       | N/A       | No avanzó | No avanzó |
| Luis Orta        | Maratón           | N/A          | N/A          | N/A             | N/A             | N/A       | N/A       | 2:27:05   | 106       |

Femenino
| Atletas        | Evento  | Eliminatoria | Eliminatoria | Cuarto de final | Cuarto de final | Semifinal | Semifinal | Final     | Final     |
| -------------- | ------- | ------------ | ------------ | --------------- | --------------- | --------- | --------- | --------- | --------- |
| Atletas        | Evento  | Tiempo       | Lugar        | Tiempo          | Lugar           | Tiempo    | Lugar     | Tiempo    | Lugar     |
| Nercely Soto   | 200 m   | 22.89        | Q            | N/A             | N/A             | 22.88     | 7         | No avanzó | No avanzó |
| Yolimar Pineda | Maratón | N/A          | N/A          | N/A             | N/A             | N/A       | N/A       | 2:47:34   | 93        |

Eventos de Campo
| Atletas          | Evento                  | Clasificación       | Clasificación       | Final               | Final               |
| Atletas          | Evento                  | Longitud/Altura     | Lugar               | Longitud/Altura     | Lugar               |
| ---------------- | ----------------------- | ------------------- | ------------------- | ------------------- | ------------------- |
| Robeilys Peinado | Salto con garrocha      | Retirada por lesión | Retirada por lesión | Retirada por lesión | Retirada por lesión |
| Yulimar Rojas    | Triple salto femenino   | 14.21 m             | 7 Q                 | 14.98 m             | Medalla de plata    |
| Ahymara Espinoza | Lanzamiento de bala     | 17.29 m             | 19                  | No avanzó           | No avanzó           |
| Rosa Rodríguez   | Lanzamiento de martillo | 72.41 m             | 3 Q                 | 69.26               | 10                  |

### Baloncesto
Torneo masculino
La selección de baloncesto de Venezuela se clasificó para los Juegos Olímpicos al ganar el Campeonato FIBA Américas de 2015. El equipo estará formado por 12 baloncestistas.
| Selección Olímpica de Baloncesto Venezolana |    |                      |                 |
| Jugadores                                   |    |                      |                 |
| Pos                                         | #  | Nombre               | Estatura        |
| P                                           | 0  | Gregory Echenique    | 2,06 m (6′ 9″)  |
| A                                           | 2  | Dwight Lewis         | 1,97 m (6′ 6″)  |
| P                                           | 4  | Miguel Marriaga      | 2,06 m (6′ 9″)  |
| B                                           | 5  | Gregory Vargas       | 1,80 m (5′ 11″) |
| E                                           | 6  | John Cox             | 1,94 m (6′ 4″)  |
| B                                           | 8  | David Cubillán       | 1,81 m (5′ 11″) |
| E                                           | 10 | José Gregorio Vargas | 1,95 m (6′ 5″)  |
| AP                                          | 14 | Miguel Ruiz          | 2,02 m (6′ 8″)  |
| AP                                          | 15 | Windi Graterol       | 2,04 m (6′ 8″)  |
| B                                           | 19 | Heissler Guillént    | 1,86 m (6′ 1″)  |
| A                                           | 23 | Anthony Pérez        | 2,05 m (6′ 9″)  |
| AP                                          | 43 | Néstor Colmenares    | 2,03 m (6′ 8″)  |
| Entrenadores                                |    |                      |                 |
| Entrenador principal                        |    |                      |                 |
| Néstor García                               |    |                      |                 |
| Entrenador(es) Asistente(s)                 |    |                      |                 |
| Nelson Solórzano                            |    |                      |                 |
| Daniel Seoane                               |    |                      |                 |

| Fecha                | Ciudad         | Competición      | Local          |                           | Resultado |                                       | Visitante |
| -------------------- | -------------- | ---------------- | -------------- | ------------------------- | --------- | ------------------------------------- | --------- |
| 6 de agosto de 2016  | Río de Janeiro | Juegos Olímpicos | Venezuela      | Bandera de Venezuela      | 62:86     | Bandera de Serbia                     | Serbia    |
| 8 de agosto de 2016  | Río de Janeiro | Juegos Olímpicos | Estados Unidos | Bandera de Estados Unidos | 113:69    | Bandera de Venezuela                  | Venezuela |
| 10 de agosto de 2016 | Río de Janeiro | Juegos Olímpicos | Venezuela      | Bandera de Venezuela      | 72:68     | Bandera de la República Popular China | China     |
| 12 de agosto de 2016 | Río de Janeiro | Juegos Olímpicos | Francia        | Bandera de Francia        | 96:56     | Bandera de Venezuela                  | Venezuela |
| 14 de agosto de 2016 | Río de Janeiro | Juegos Olímpicos | Australia      | Bandera de Australia      | 81:56     | Bandera de Venezuela                  | Venezuela |

### Boxeo
Masculino
| Atleta             | Evento           | Dieciséisavos de final    | Octavos de final           | Cuartos de final        | Semifinales        | Final              | Final            |
| Atleta             | Evento           | Oponente Resultado        | Oponente Resultado         | Oponente Resultado      | Oponente Resultado | Oponente Resultado | Puesto           |
| ------------------ | ---------------- | ------------------------- | -------------------------- | ----------------------- | ------------------ | ------------------ | ---------------- |
| Yoel Finol         | Peso mosca       | de los Santos (DOM) V 3-0 | Ali (GBR) V 3-0            | Flissi (ALG) V 3-0      | Zoirov (UZB) P 0-3 | No avanzó          | Medalla de plata |
| Víctor Rodríguez   | Peso gallo       | Ham S-m (KOR) P 1–2       | No avanzó                  | No avanzó               | No avanzó          | No avanzó          | No avanzó        |
| Luis Ángel Cabrera | Peso ligero      | Narimatsu (JPN) P 1–2     | No avanzó                  | No avanzó               | No avanzó          | No avanzó          | No avanzó        |
| Luis Arcón         | Peso superligero | Bachkov (ARM) P 1–2       | No avanzó                  | No avanzó               | No avanzó          | No avanzó          | No avanzó        |
| Gabriel Maestre    | Peso wélter      | Marutjan (GER) V 2–1      | Mangiacapre (ITA) V Retiro | Yeleussinov (KAZ) P 0–3 | No avanzó          | No avanzó          | No avanzó        |
| Endry José Pinto   | Peso mediano     | Delgado (ECU) P 0–3       | No avanzó                  | No avanzó               | No avanzó          | No avanzó          | No avanzó        |
| Albert Ramírez     | Peso semipesado  | Jamukov (RUS) V 2–1       | Benchabla (ALG) P 1–2      | No avanzó               | No avanzó          | No avanzó          | No avanzó        |
| Edgar Muñoz        | Peso superpesado | Jalolov (UZB) P KO        | No avanzó                  | No avanzó               | No avanzó          | No avanzó          | No avanzó        |

### Ciclismo

#### Ciclismo de Ruta
Masculino
| Atleta            | Evento         | Tiempo      | Lugar       |
| ----------------- | -------------- | ----------- | ----------- |
| Miguel Ubeto      | Prueba de ruta | No finalizó | No finalizó |
| Jonathan Monsalve | Prueba de ruta | No finalizó | No finalizó |

Femenino
| Atleta         | Evento         | Tiempo  | Lugar |
| -------------- | -------------- | ------- | ----- |
| Jennifer Cesar | Prueba de ruta | 4:03.18 | 50    |

#### Ciclismo contrarreloj
| Atleta            | Evento       | Tiempo | Lugar |
| ----------------- | ------------ | ------ | ----- |
| Jonathan Monsalve | Contrarreloj | DNS    | DNS   |

#### Ciclismo de BMX
| Atleta            | Evento        | Clasificación | Clasificación | Cuarto de Final | Cuarto de Final | Semifinal | Semifinal | Final     | Final             |
| Atleta            | Evento        | Tiempo        | Lugar         | Puntos          | Lugar           | Puntos    | Lugar     | Tiempo    | Lugar             |
| ----------------- | ------------- | ------------- | ------------- | --------------- | --------------- | --------- | --------- | --------- | ----------------- |
| Stefany Hernández | BMX femenino  | 35.20 s       | 4             | —               | —               | 11        | 3         | 34.75 s   | Medalla de bronce |
| Jefferson Milano  | BMX masculino | 35.94 s       | 23            | 12              | 3               | 24        | 8         | No avanzó | No avanzó         |

#### Ciclismo en pista
Velocidad
| Atleta          | Evento                         | Clasificación           | Clasificación | Ronda 1                          | Respesca 1                       | Ronda 2                          | Respesca 2                       | Cuarto de final                  | Semifinal                        | Final                            | Final     |
| Atleta          | Evento                         | Tiempo Velocidad (km/h) | Posición      | Oponente Tiempo Velocidad (km/h) | Oponente Tiempo Velocidad (km/h) | Oponente Tiempo Velocidad (km/h) | Oponente Tiempo Velocidad (km/h) | Oponente Tiempo Velocidad (km/h) | Oponente Tiempo Velocidad (km/h) | Oponente Tiempo Velocidad (km/h) | Posición  |
| --------------- | ------------------------------ | ----------------------- | ------------- | -------------------------------- | -------------------------------- | -------------------------------- | -------------------------------- | -------------------------------- | -------------------------------- | -------------------------------- | --------- |
| César Marcano   | Velocidad individual masculino | 10.649 67.611           | 27            | No avanzó                        | No avanzó                        | No avanzó                        | No avanzó                        | No avanzó                        | No avanzó                        | No avanzó                        | No avanzó |
| Hersony Canelón | Velocidad individual masculino | 10.239 70.319           | 24            | No avanzó                        | No avanzó                        | No avanzó                        | No avanzó                        | No avanzó                        | No avanzó                        | No avanzó                        | No avanzó |

Velocidad por equipos
| Atleta                                     | Evento                          | Calificación            | Calificación | Semifinales                      | Semifinales | Final                            | Final     |
| Atleta                                     | Evento                          | Tiempo Velocidad (km/h) | Posición     | Oponente Tiempo Velocidad (km/h) | Posición    | Oponente Tiempo Velocidad (km/h) | Posición  |
| ------------------------------------------ | ------------------------------- | ----------------------- | ------------ | -------------------------------- | ----------- | -------------------------------- | --------- |
| César Marcano Hersony Canelón Ángel Pulgar | Velocidad por equipos masculino | 42.263 60.999           | 8 Q          | (GBR) D 44.486 60.693            | 8           | No avanzó                        | No avanzó |

Omnium
| Atleta         | Evento          | Scratch | Persecución individual | Carrera de Eliminación | Kilómetro contrarreloj | Velocidad individual | Carrera por puntos | Total | Posición |
| -------------- | --------------- | ------- | ---------------------- | ---------------------- | ---------------------- | -------------------- | ------------------ | ----- | -------- |
| Angie González | Omnium femenino | 6       | 8                      | 18                     | 18                     | 10                   | 1                  | 61    | 18       |

Keirin
| Atleta          | Evento           | 1.ª Ronda | Repechaje | 2.ª Ronda | Final     |
| Atleta          | Evento           | Posición  | Posición  | Posición  | Posición  |
| --------------- | ---------------- | --------- | --------- | --------- | --------- |
| Hersony Canelón | Keirin masculino | 7         | 5         | No avanzó | No avanzó |
| César Marcano   | Keirin masculino | 7         | 4         | No avanzó | No avanzó |

### Equitación
Saltos
| Atletas          | Caballo     | Evento           | Clasificación | Clasificación | Clasificación | Clasificación | Clasificación | Clasificación | Clasificación | Clasificación | Final     | Final     | Final     | Final     | Final     | Total     | Total     |
| Atletas          | Caballo     | Evento           | 1.ª ronda     | 1.ª ronda     | 2.ª ronda     | 2.ª ronda     | 2.ª ronda     | 3.ª ronda     | 3.ª ronda     | 3.ª ronda     | ronda A   | ronda A   | ronda B   | ronda B   | ronda B   | Total     | Total     |
| Atletas          | Caballo     | Evento           | Pen.          | Lugar         | Pen.          | Total         | Lugar         | Pen.          | Total         | Lugar         | Pen.      | Total     | Pen.      | Total     | Lugar     | Pen.      | Total     |
| ---------------- | ----------- | ---------------- | ------------- | ------------- | ------------- | ------------- | ------------- | ------------- | ------------- | ------------- | --------- | --------- | --------- | --------- | --------- | --------- | --------- |
| Pablo Barrios    | Antares     | Salto individual | 8             | 53 Q          | 12            | 20            | 54            | No avanzó     | No avanzó     | No avanzó     | No avanzó | No avanzó | No avanzó | No avanzó | No avanzó | No avanzó | No avanzó |
| Emmanuel Andrade | Hard Rock Z | Salto individual | 13            | 61            | No avanzó     | No avanzó     | No avanzó     | No avanzó     | No avanzó     | No avanzó     | No avanzó | No avanzó | No avanzó | No avanzó | No avanzó | No avanzó | No avanzó |

### Esgrima
Masculino
| Atleta                                                         | Evento             | Ronda de 64              | Dieciséisavos de final | Octavos de final       | Cuartos de final        | Semifinal                                               | Final / MB                              | Final / MB |
| Atleta                                                         | Evento             | Oponente Resultado       | Oponente Resultado     | Oponente Resultado     | Oponente Resultado      | Oponente Resultado                                      | Oponente Resultado                      | Posición   |
| -------------------------------------------------------------- | ------------------ | ------------------------ | ---------------------- | ---------------------- | ----------------------- | ------------------------------------------------------- | --------------------------------------- | ---------- |
| Silvio Fernández                                               | Espada individual  | Jung J-s (KOR)           | No avanzó              | No avanzó              | No avanzó               | No avanzó                                               | No avanzó                               | No avanzó  |
| Francisco Limardo                                              | Espada individual  | Ferreira (BRA)           | Jérent (FRA)           | Novosjolov (EST)       | No avanzó               | No avanzó                                               | No avanzó                               | No avanzó  |
| Rubén Limardo                                                  | Espada individual  | —                        | Fayez (EGY)            | No avanzó              | No avanzó               | No avanzó                                               | No avanzó                               | No avanzó  |
| Silvio Fernández Francisco Limardo Rubén Limardo Kelvin Cañas* | Espada por equipos | —                        | —                      | Brasil (BRA) · V 45–25 | Francia (FRA) · P 29–45 | Clasificación semifinal · Corea del Sur (KOR) · P 40–45 | Final 7mo lugar · Rusia (RUS) · 9 30–36 | 8          |
| Antonio Leal                                                   | Florete individual | van Haaster (CAN) P 7–15 | No avanzó              | No avanzó              | No avanzó               | No avanzó                                               | No avanzó                               | No avanzó  |

Femenino
| Atleta            | Evento             | Ronda de 64         | Dieciséisavos de final  | Octavos de final    | Cuartos de final    | Semifinal           | Final / MB          | Final / MB |
| Atleta            | Evento             | Oposición Resultado | Oposición Resultado     | Oposición Resultado | Oposición Resultado | Oposición Resultado | Oposición Resultado | Posición   |
| ----------------- | ------------------ | ------------------- | ----------------------- | ------------------- | ------------------- | ------------------- | ------------------- | ---------- |
| Isis Giménez      | Florete individual | -                   | Jeon H-s (KOR) P 8 - 10 | No avanzó           | No avanzó           | No avanzó           | No avanzó           | No avanzó  |
| Alejandra Benítez | Sable individual   | Hafez (EGY) V 15–11 | Márton (HUN) P 14–15    | No avanzó           | No avanzó           | No avanzó           | No avanzó           | No avanzó  |

### Gimnasia

#### Artística
| Atleta        | Evento             | Clasificación      | Clasificación      | Clasificación       | Clasificación | Clasificación | Clasificación | Final              | Final              | Final               | Final  | Final  | Final |
| Atleta        | Evento             | Salto de Caballete | Barras Asimétricas | Barra de Equilibrio | Suelo         | Total         | Lugar         | Salto de Caballete | Barras Asimétricas | Barra de Equilibrio | Suelo  | Total  | Lugar |
| ------------- | ------------------ | ------------------ | ------------------ | ------------------- | ------------- | ------------- | ------------- | ------------------ | ------------------ | ------------------- | ------ | ------ | ----- |
| Jessica López | All-around         | 14.933             | 15.333 Q           | 13.933              | 12.733        | 56.932        | 13 Q          | 14.833             | 15.100             | 13.800              | 14.233 | 57.966 | 7     |
| Jessica López | Barras asimétricas | ------             | 15.333 Q           | ------              | ------        | 15.333        | 7 Q           | ------             | 15.333             | ------              | ------ | 15.333 | 6     |

### Golf
Masculino
| Atletas         | Evento         | 1.ª ronda | 2.ª ronda | 3.ª ronda | 4.ª ronda | Total | Par | Lugar |
| --------------- | -------------- | --------- | --------- | --------- | --------- | ----- | --- | ----- |
| Jhonattan Vegas | Golf Masculino | 72        | 76        | 71        | 70        | 289   | 5   | 50    |

### Judo
| Atleta             | Evento          | Ronda de 32             | Ronda de 16        | Cuartos de final   | Semi final         | Repechaje          | Final / MB         | Final / MB |
| Atleta             | Evento          | Oponente Resultado      | Oponente Resultado | Oponente Resultado | Oponente Resultado | Oponente Resultado | Oponente Resultado | Posición   |
| ------------------ | --------------- | ----------------------- | ------------------ | ------------------ | ------------------ | ------------------ | ------------------ | ---------- |
| Elvismar Rodríguez | −70 kg femenino | Moreira (ANG) P 000–100 | No avanzó          | No avanzó          | No avanzó          | No avanzó          | No avanzó          | No avanzó  |

### Halterofilia
Venezuela ha obtenido tres cupos en la categoría femenina con base a sus puntuaciones combinadas de su equipo nacional obtenidas en los Campeonatos Mundiales de Halterofilia de 2014 y 2015. El equipo debe nombrar las ocupantes de estos cupos para el 20 de junio de 2016.
| Atleta              | Evento         | Grupo | Peso corporal | Arrancada (kg) | Arrancada (kg) | Arrancada (kg) | Arrancada (kg) | Envión (kg) | Envión (kg) | Envión (kg) | Envión (kg) | Total | Posición |
| Atleta              | Evento         | Grupo | Peso corporal | 1              | 2              | 3              | Resultado      | 1           | 2           | 3           | Resultado   | Total | Posición |
| ------------------- | -------------- | ----- | ------------- | -------------- | -------------- | -------------- | -------------- | ----------- | ----------- | ----------- | ----------- | ----- | -------- |
| Jesús López Sanchez | Hombres −62 kg | B     | 61.90         | 125            | 125            | 129            | 125            | -           | -           | -           | -           | DNF   | -        |
| Yusleidy Figueroa   | Mujeres −58 kg | A     | 57.71         | 85             | 89             | 89             | 85             | 110         | 116         | —           | 116         | 201   | 9        |
| Yaniuska Espinosa   | Mujeres +75 kg | B     | 114.08        | 115            | 119            | 121            | 121            | 145         | 149         | 152         | 152         | 273   | 7        |
| Naryury Pérez       | Mujeres +75 kg | B     | 99.91         | 110            | 115            | 117            | 117            | 145         | 145         | 145         | –           | DNF   | -        |

### Lucha

#### Estilo Libre Hombres
| Atleta           | Evento | Clasificación      | Ronda de 16           | Cuartos de final      | Semi final         | Repechaje 1        | Repechaje 2          | Final / MB         | Final / MB |
| Atleta           | Evento | Oponente Resultado | Oponente Resultado    | Oponente Resultado    | Oponente Resultado | Oponente Resultado | Oponente Resultado   | Oponente Resultado | Posición   |
| ---------------- | ------ | ------------------ | --------------------- | --------------------- | ------------------ | ------------------ | -------------------- | ------------------ | ---------- |
| Pedro Ceballos   | −86 kg | —                  | Zaghloul (EGY) G 3–0  | Sadulayev (RUS) P 0–3 | Vereb (HUN) G 7–6  | —                  | Sharifov (AZE) P 1–3 | No avanzó          | 5          |
| José Daniel Díaz | −97 kg | —                  | Ibragimov (KAZ) P 0–4 | No avanzó             | No avanzó          | No avanzó          | No avanzó            | No avanzó          | No avanzó  |

#### Estilo greco-romano masculino
| Atleta           | Evento  | Clasificación      | Ronda de 16          | Cuartos de final   | Semi final         | Repechaje 1        | Repechaje 2           | Final / MB         | Final / MB |
| Atleta           | Evento  | Oponente Resultado | Oponente Resultado   | Oponente Resultado | Oponente Resultado | Oponente Resultado | Oponente Resultado    | Oponente Resultado | Posición   |
| ---------------- | ------- | ------------------ | -------------------- | ------------------ | ------------------ | ------------------ | --------------------- | ------------------ | ---------- |
| Raiber Rodríguez | −59 kg  | —                  | Bayramov (AZE) P 0–4 | No avanzó          | No avanzó          | No avanzó          | No avanzó             | No avanzó          | 18         |
| Wuileixis Rivas  | −66 kg  | —                  | Norouzi (IRI) P 1–3  | No avanzó          | No avanzó          | No avanzó          | No avanzó             | No avanzó          |            |
| Luillys Pérez    | −98 kg  | —                  | Rezaei (IRI) P 0–4   | No avanzó          | No avanzó          | No avanzó          | No avanzó             | No avanzó          |            |
| Erwin Caraballo  | −130 kg | —                  | Kayaalp (TUR) P 0–4  | No avanzó          | No avanzó          | —                  | Shariati (AZE) 0P 0–4 | No avanzó          | 19         |

#### Estilo Libre Femenino
| Atleta             | Evento | Clasificación      | Ronda de 16            | Cuartos de final           | Semi final             | Repechaje 1        | Repechaje 2        | Final / MB             | Final / MB |
| Atleta             | Evento | Oponente Resultado | Oponente Resultado     | Oponente Resultado         | Oponente Resultado     | Oponente Resultado | Oponente Resultado | Oponente Resultado     | Posición   |
| ------------------ | ------ | ------------------ | ---------------------- | -------------------------- | ---------------------- | ------------------ | ------------------ | ---------------------- | ---------- |
| Betzabeth Argüello | −53 kg | —                  | Essombe (CMR) V 5–0 VT | Prevolaraki (GRE) V 3–1 PP | Yoshida (JPN) P 0–3 PO | —                  | —                  | Sinişin (AZE) P 1–2 PP | =5         |
| María Acosta       | −69 kg | —                  | Mostafa (EGY) P 1–3    | No avanzó                  | No avanzó              | No avanzó          | No avanzó          | No avanzó              |            |
| Jaramit Weffer     | −75 kg | —                  | Ali (CMR) P 0–3 PO     | No avanzó                  | No avanzó              | No avanzó          | No avanzó          | No avanzó              |            |

### Natación
Masculino
| Atleta            | Evento                     | Preliminares | Preliminares | Semifinal | Semifinal | Final     | Final     |
| Atleta            | Evento                     | Tiempo       | Posición     | Tiempo    | Posición  | Tiempo    | Posición  |
| ----------------- | -------------------------- | ------------ | ------------ | --------- | --------- | --------- | --------- |
| Carlos Claverie   | 100 metros estilo pecho    | 1:01.13      | 30           | No avanzó | No avanzó | No avanzó | No avanzó |
| Carlos Claverie   | 200 metros estilo pecho    | 2:10.35 RN   | 14 Q         | 2:11.56   | 15        | No avanzó | No avanzó |
| Erwin Maldonado   | Maratón 10 km              | —            | —            | —         | —         | 1:54:33.6 | 21        |
| Cristian Quintero | 50 metros estilo libre     | 22.92        | 44           | No avanzó | No avanzó | No avanzó | No avanzó |
| Cristian Quintero | 100 metros estilo libre    | 49.25        | 34           | No avanzó | No avanzó | No avanzó | No avanzó |
| Cristian Quintero | 200 metros estilo libre    | 1:47.02 RN   | 14 Q         | 1:48.00   | 8 E       | No avanzó | No avanzó |
| Cristian Quintero | 400 metros estilo libre    | 3:50.84      | 33           | —         | —         | No avanzó | No avanzó |
| Albert Subirats   | 100 metros estilo espalda  | 55.44        | 31           | No avanzó | No avanzó | No avanzó | No avanzó |
| Albert Subirats   | 100 metros estilo mariposa | 53.23        | 29           | No avanzó | No avanzó | No avanzó | No avanzó |

Femenino
| Atleta         | Evento                     | Preliminares | Preliminares | Semifinal | Semifinal | Final     | Final     |
| Atleta         | Evento                     | Tiempo       | Posición     | Tiempo    | Posición  | Tiempo    | Posición  |
| -------------- | -------------------------- | ------------ | ------------ | --------- | --------- | --------- | --------- |
| Paola Pérez    | Maratón 10 km              | —            | —            | —         | —         | 1:59:07.7 | 20        |
| Andreína Pinto | 400 m estilo libre         | 4:08.34      | 16           | —         | —         | No avanzó | No avanzó |
| Andreína Pinto | 800 metros estilo libre    | 8:30.92      | 12           | —         | —         | No avanzó | No avanzó |
| Andreína Pinto | 200 metros estilo mariposa | 2:10.60      | 23           | No avanzó | No avanzó | No avanzó | No avanzó |

### Remo
Venezuela clasificó en la Regata de calificación Latino Americana en Valparaíso, Chile.
| Atleta         | Evento                     | Heats   | Heats    | Repechaje | Repechaje | Cuartos de final | Cuartos de final | Semi final | Semi final | Final   | Final    |
| Atleta         | Evento                     | Tiempo  | Posición | Tiempo    | Posición  | Tiempo           | Posición         | Tiempo     | Posición   | Tiempo  | Posición |
| -------------- | -------------------------- | ------- | -------- | --------- | --------- | ---------------- | ---------------- | ---------- | ---------- | ------- | -------- |
| Vicent Jackson | Scull individual masculino | 7:28.36 | 6 R      | 7:28.67   | 5 SE/F    | —                | —                | 7:50.56    | 2 FE       | 7:57.83 | 29       |

Notas de Calificación: FA=Final A (medalla); FB=Final B (sin medalla); FC=Final C (sin medalla); FD=Final D (sin medalla); FE=Final E (sin medalla); FF=Final F (sin medalla); SA/B=Semifinales A/B; SC/D=Semifinales C/D; SE/F=Semifinales E/F; QF=Cuartos de final; R=Repechaje

### Saltos
Plataforma 10 m Masculino
| Atleta        | Evento             | Preliminares | Preliminares | Semifinales | Semifinales | Final     | Final     |
| Atleta        | Evento             | Puntos       | Lugar        | Puntos      | Lugar       | Puntos    | Lugar     |
| ------------- | ------------------ | ------------ | ------------ | ----------- | ----------- | --------- | --------- |
| Jesús Liranzo | Plataforma de 10 m | 385.55       | 21           | No avanzó   | No avanzó   | No avanzó | No avanzó |
| Robert Páez   | Plataforma de 10 m | 378.20       | 23           | No avanzó   | No avanzó   | No avanzó | No avanzó |

### Taekwondo
| Atleta          | Evento           | Dieciséisavos de final       | Cuartos de final   | Semi final         | Repechaje                | Medalla de Bronce       | Final              | Final     |
| Atleta          | Evento           | Oponente Resultado           | Oponente Resultado | Oponente Resultado | Oponente Resultado       | Oponente Resultado      | Oponente Resultado | Puesto    |
| --------------- | ---------------- | ---------------------------- | ------------------ | ------------------ | ------------------------ | ----------------------- | ------------------ | --------- |
| Edgar Contreras | Masculino −68 kg | Alekséi Denisenko (RUS) 2-12 | No avanzó          | No avanzó          | Servet Tazegül (TUR) 5-4 | Joel González (ESP) 3-4 | No avanzó          | No avanzó |

### Tenis de mesa
| Atleta         | Evento              | Preliminares       | Primera ronda      | Segunda ronda      | Tercera ronda      | Octavos de final   | Cuartos de final   | Semifinales        | Final / MB         | Final / MB |
| Atleta         | Evento              | Oponente Resultado | Oponente Resultado | Oponente Resultado | Oponente Resultado | Oponente Resultado | Oponente Resultado | Oponente Resultado | Oponente Resultado | Posición   |
| -------------- | ------------------- | ------------------ | ------------------ | ------------------ | ------------------ | ------------------ | ------------------ | ------------------ | ------------------ | ---------- |
| Gremlis Arvelo | Individual femenino | —                  | Zhang (USA) P 0–4  | No avanzó          | No avanzó          | No avanzó          | No avanzó          | No avanzó          | No avanzó          | No avanzó  |

### Tiro
| Atleta      | Evento                    | Clasificación | Clasificación | Final     | Final     |
| Atleta      | Evento                    | Puntos        | Puesto        | Puntos    | Puesto    |
| ----------- | ------------------------- | ------------- | ------------- | --------- | --------- |
| Julio Lemma | Rifle de aire a 10 m      | 612.7         | 45            | No avanzó | No avanzó |
| Julio Lemma | Rifle tendido 50 m        | 621.5         | 22            | No avanzó | No avanzó |
| Julio Lemma | Rifle 3 posiciones a 50 m | 1155          | 40            | No avanzó | No avanzó |

### Tiro con arco
| Atleta       | Evento               | Clasificación | Clasificación | Ronda de 64        | Ronda de 32        | Ronda de 16        | Cuartos de final   | Semifinales        | Final / MB         | Final / MB |
| Atleta       | Evento               | Score         | Seed          | Oponente Resultado | Oponente Resultado | Oponente Resultado | Oponente Resultado | Oponente Resultado | Oponente Resultado | Lugar      |
| ------------ | -------------------- | ------------- | ------------- | ------------------ | ------------------ | ------------------ | ------------------ | ------------------ | ------------------ | ---------- |
| Elías Malavé | Individual masculino | 651           | 46            | Wang Dp (CHN) 6-2  | Worth (AUS) 4-6    | No avanzó          | No avanzó          | No avanzó          | No avanzó          | No avanzó  |
| Leidys Brito | Individual femenino  | 614           | 44            | Unruh (GER) 4-6    | No avanzó          | No avanzó          | No avanzó          | No avanzó          | No avanzó          | No avanzó  |

### Vela
| Atleta                        | Evento | Carrera | Carrera | Carrera | Carrera | Carrera | Carrera | Carrera | Carrera | Carrera | Carrera | Carrera | Carrera | Carrera | Puntos | Posición Final |
| Atleta                        | Evento | 1       | 2       | 3       | 4       | 5       | 6       | 7       | 8       | 9       | 10      | 11      | 12      | M*      | Puntos | Posición Final |
| ----------------------------- | ------ | ------- | ------- | ------- | ------- | ------- | ------- | ------- | ------- | ------- | ------- | ------- | ------- | ------- | ------ | -------------- |
| Daniel Flores                 | RS:X   | 18      | 22      | 26      | 20      | 11      | 33      | 34      | 37      | 32      | DNF     | 23      | 25      | EL      | 160    | 27             |
| José Vicente Gutiérrez Lúpoli | Láser  | 35      | 36      | 36      | 42      | 40      | 35      | 40      | 19      | 37      | 37      | —       | —       | EL      | 314    | 38             |

M = carrera por Medallas; EL = Eliminado – no avanza a la carrera por Medalla

### Voleibol de playa
| Atleta                      | Evento         | Clasificación | Clasificación | Octavos de final   | Cuartos de final   | Semi final         | Final / MB         | Final / MB |
| Atleta                      | Evento         | Oponente Resultado | Posición      | Oponente Resultado | Oponente Resultado | Oponente Resultado | Oponente Resultado | Posición   |
| --------------------------- | -------------- | --- | ------------- | ------------------ | ------------------ | ------------------ | ------------------ | ---------- |
| Norisbeth Agudo Olaya Pérez | dueto femenino | Grupo F Meppelink – van Iersel (NED) P 0 – 2 (17–21, 11–21) Bawden – Clancy (AUS) P 0 – 2 (21–9, 21–14) Alfaro – Charles (CRC) V 2 – 0 (21–16, 21–19) | 3.ero         | No avanzó          | No avanzó          | No avanzó          | No avanzó          | No avanzó  |